# Formule Jedi
De Formule Jedi is in 1996 begonnen als de Formule 600. De races werden verreden in Groot-Brittannië. Ze gebruikten toen een 600cc Honda motor. In 2000 werd het officieel de Formule Honda. Er zijn verschillende talenten uit deze klasse voortgekomen zoals Lewis Carter (BTCC) en Rob Auston (British F3). Deze klasse is vergelijkbaar met de Formule Gloria in Nederland. Vanaf 2004 ging de klasse verder onder de naam Formule Jedi. Vanaf 2008 is de 600cc klasse afgeschaft.

## De auto
Vanaf 2004 reden alle coureurs in de klasse met een Jedi Mk.4-6. De auto heeft een stalenspaceframe chassis. De auto gebruikt een 1000cc Yamaha R1, Honda Fireblade of Suzuki GSXR motorfiets motor.

## Kampioenen
| Jaar | 1000cc        | 600cc           |
| ---- | ------------- | --------------- |
| 2004 | Luke Kidsley  | Jodie Hemming   |
| 2005 | David Hodgson | Joss Thompson   |
| 2006 | Nigel Reuben  | Richard Mitcham |
| 2007 | Nigel Reuben  | Freddie Kennedy |